# Ruslan Ivanov
Ruslan Ivanov (Chișinău, 18 de desembre de 1973) és un ciclista moldau, professional des del 1998 fins al 2010. Va guanyar diferents proves com el Giro de Toscana, Gran Premi de Lugano o el Tour de Langkawi.
Va representar el seu país als Jocs Olímpics d'Atlanta i als d'Atenes.
En el seu palmarès destaquen cinc campionats nacionals de ciclisme, tres en ruta i dos en contrarellotge.

## Palmarès
- 1996
  - 1r al Cinturó a Mallorca
  - 1r a la Volta a Iugoslàvia i vencedor de 2 etapes
  - Vencedor d'una etapa de la Volta a Bulgària
- 1997
  -  Campió de Moldàvia en ruta
  -  Campió de Moldàvia en contrarellotge
  - 1r a la Coppa Collecchio
- 1998
  -  Campió de Moldàvia en ruta
  -  Campió de Moldàvia en contrarellotge
  - 1r al Gran Premi d'Europa (amb Massimo Cigana)
- 2000
  -  Campió de Moldàvia en ruta
  - 1r al Giro de Toscana
- 2001
  - 1r a la Setmana Internacional de Coppi i Bartali i vencedor de 2 etapes
  - Vencedor d'una etapa del Giro del Trentino
  - Vencedor d'una etapa del Regio-Tour
- 2002
  - 1r al Gran Premi de Lugano
  - Vencedor d'una etapa de la Setmana Internacional de Coppi i Bartali
  - Vencedor d'una etapa de la Setmana Ciclista Lombarda
- 2003
  - Vencedor d'una etapa de la Volta a Andalusia
  - Vencedor d'una etapa de la Setmana Internacional de Coppi i Bartali
  - Vencedor d'una etapa del Giro dels Abruços
  - Vencedor d'una etapa del Brixia Tour
- 2008
  - 1r al Tour de Langkawi

### Resultats al Tour de França
- 2002. Abandona (12a etapa)

### Resultats al Giro d'Itàlia
- 2000. Abandona (12a etapa)
- 2001. 39è de la classificació general
- 2005. 70è de la classificació general
- 2008. 43è de la classificació general

### Resultats a la Volta a Espanya
- 2001. Abandona (6a etapa)
- 2003. Abandona (7a etapa)
- 2004. 77è de la classificació general
- 2005. Abandona (10a etapa)